# Frank Ödön

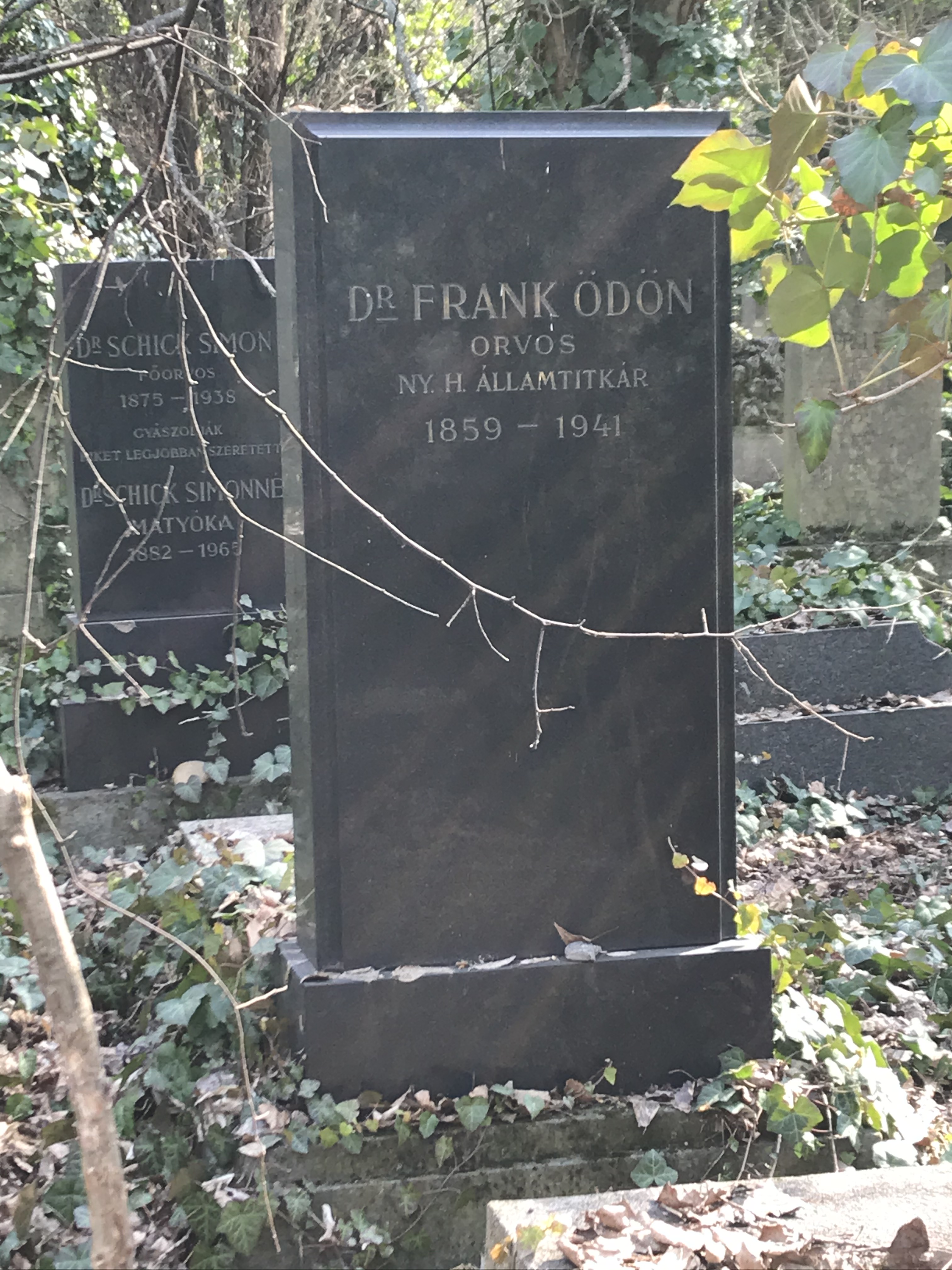
Sírja a Kozma utcai izraelita temetőben

Frank Ödön, született Frank Éliás (Nádudvar, 1859. február 17. – Budapest, 1941. július 3.) magyar orvos, higiénikus, Frank Miklós balneológus apja és Frank Miklós katolikus pap nagyapja.

## Élete
Frank Izrael és Breuer Eszter fia. Középiskoláit Karcagon és Nagyváradon végezte. 1877 és 1882 között a Budapesti Tudományegyetemen orvosi tanulmányokat folytatott. 1881-ben a közegészségtanból tett vizsgálat alapján ösztöndíjban részesült. 1882-ben A gáznemű anyagok dezinficiáló képességéről című munkájával pályaművet nyert. 1882 májusától az egyetem közegészségtani intézetében gyakornok volt, majd ugyanazon év októberétől tanársegédnek választották. 1883-ban orvosdoktorrá avatták. 1885-ben iskolaorvosi és egészségtan tanári oklevelet nyert. 1887-ben kinevezték egy erzsébetvárosi állami gimnázium iskolaorvosának és egészségtan tanárának. Erről az állásáról azonban 1891-ben lemondott. 1888 májusában az emberi járványok tanából egyetemi magántanári képesítést nyert. 1889-ben közegészségtani tanársegédi állásától megvált és ösztöndíjjal külföldre utazott. Két évig tanulmányozta az európai közegészségügyi intézményeket. 1890-ben belépett a honvédség orvosi karába. 1894-től a belügyminisztériumban dolgozott közegészségügyi felügyelőként. 1919-ben helyettes államtitkári címet kapott. Kutatásai főleg a fertőtlenítésre vonatkoztak. Közreműködött az iskolaorvosi-egészségtan tanári intézmény megvalósításában. Megszervezte a belügyminisztérium bakteriológiai állomását. Jelentős szerepe volt a kolera, malária és pellagra elleni küzdelemben. Foglalkozott település-egészségügyi kérdések megoldásával is. Irodalmilag önálló egészségtani vizsgálatokkal, és statisztikai tanulmányokkal foglalkozott, melyek részben a tudományos egyesületekben tartott előadásai után közzé tétettek. Munkatársa volt A Pallas nagy lexikonának és szerkesztője az Egészség című lapnak.

### Családja
Felesége Fischer Szeréna volt, Fischer Móric kereskedő és Sugár Hani lánya, akivel 1895. február 24-én Miskolcon kötött házasságot.
Gyermekei
- dr. Frank Miklós (1895–1971)[5] belgyógyász főorvos.[6] Felesége dr. Pogány Alice Mária (1896–1963) fogorvos volt.[7]
- dr. Palásthy Ágostonné dr. Frank Lívia (1904–1945) gyermekorvos.[8][9]

## Főbb művei
- A gáznemű anyagok dezinficiáló képességéről (1883)
- A lakások fertőtlenítése (1883)
- Gyermektelepek az iskolai szünetek alatt (1884)
- A tápszerek hamisítása s hatósági vizsgálata Párisban (1884)
- Adatok a himlőoltás ügyéhez (1887)
- A vakságról Magyarországon (1887)
- Himlő és védőoltás (1887)
- Levél egy fiatal anyához (1888)
- Közegészségügyi mozgalmak (1891)
- A levegővel, talajjal s vízzel egészségügyi vonatozásban álló közművek… (Budapest, 1898)
- Betegségek és egészségügyi tekintetben hiányos lakások (Budapest, 1900)